# RMC (Frankrijk)
RMC (acroniem voor Radio Monte Carlo) is een Frans-Monegaskische private radiozender opgericht in 1943. De zender behoort tot de NextRadioTV-groep. RMC zendt uit in Frankrijk en Monaco vanuit studio's in Parijs.
Na de Tweede Wereldoorlog was RMC een zogenaamde radio périphérique. Doordat het station de zendinstallatie in het buitenland had staan (namelijk in Monaco), kon het Franse staatsmonopolie op radio ontdoken worden. Toch oefende de overheid ook op deze zender invloed uit, door middel van het staatsbedrijf SOFIRAD dat een gedeelte van het station bezat. Andere voorbeelden van radios périphériques waren Radio Luxembourg, Europe 1 en het inmiddels verdwenen Radio Andorra.
Sinds 22 januari 2001 richten de RMC-programma's zich vooral op het nieuws en sportinformatie, met een belangrijke rol voor talk-shows. De nieuwsprogramma's zijn subjectief, gebaseerd op interactiviteit, persoonlijkheden en de vrijheid van meningsuiting. De andere sector van RMC is de sport, met ongeveer 70 uur zendtijd per week in de vorm van informatie en live gesprekken, gepresenteerd door een team van consultants die bestaat uit kampioenen en voormalige of huidige coaches.